# Фукс, Дорис
Дорис Гудрун Фукс (позже Браузе Brause, род. 11 июня 1938 года в Баден-Вюртемберге, Германия) — бывшая американская гимнастка, завоевавшая четыре золотые медали на панамериканских играх 1963 года. Она также участвовала в соревнованиях по спортивной гимнастике на летних Олимпийский играх в 1956 и 1960 годах. В 1956 году заняла девятое место в командных соревнованиях. Её лучшим личным результатом в 1960 году было восьмое место в соревнованиях на брусьях в 1960 году.
В 1982 году она была включена в американский Зал славы гимнастики.
Фукс родилась в богатой семье. До занятий гимнастикой тренировалась в метании копья и в тройном прыжке. Её сестра Инге была также известной гимнасткой. Во время Олимпийских игр 1960 с Фукс подружился советский боксер Борис Никоноров. В 1963 году во время проведения соревнований в Москве Фукс навещала Никонорова, у них была долгая переписка по почте.